# Kraljevina Srbija (1718–1739)
Kraljevina Srbija (srbsko Краљевина Србија/Kraljevina Srbija, nemško Königreich Serbien, turško Sırbistan) je bila od leta 1718 do 1739 kronska domena Habsburške monarhije. Obsegala je ozemlje južno od Save in Donave, se pravi  Smederevski sandžak oziroma Beograjski pašaluk, ki so ga Habsburžani leta 1717 odvzeli Osmanskemu cesarstvu. Kraljevina Srbija je bila po podpisu beograjskega miru leta 1739 ukinjena in ponovno prišla pod osmansko oblast. 
Čeprav je bila habsburška oblast bolj zatiralna kot osmanska in je izkoriščala lokalno prebivalstvo, je imela Srbija od nje tudi koristi. Imela je samoupravo, vključno z avtonomno milico, in gospodarsko povezavo s Habsburško monarhijo, kar je pripomoglo k razvoju srednjega družbenega razreda.  Število prebivalstva se je hitro povečalo z 270.000 na 400.000. Padec habsburške moči v regiji je v letih 1737-1739 je sprožil drugo veliko selitev Srbov.

## Ime
V avstrijskih uradnih dokumentih iz tistega časa se je ozemlje imenovalo Kraljevina Srbija. Avstrijski cesar je za srbskega kralja imenoval samega sebe. Njegov upravnik v Srbiji je imel uraden naziv predsednik administracije, uprava pa se je imenovala Vojna komandatura Kraljevine Srbije (nemško Militärkommandatur des Königreichs Serbien).

## Ozadje
Konec 17. stoletja je Habsburška monarhija pregnala Osmane iz večjega dela Panonske nižine, vključno z Bačko in zahodnim Sremom. Banat in jugovzhodni Srem sta bila leta 1699 še vedno v Osmanskem cesarstvu. 
Ko je leta 1716-1718 ozemlje od Dalmacije preko Bosne in Hercegovine do Beograda in Podonavja spet postalo prizorišče avstrijsko-osmanske vojne, ki jo je vodil princ Evgen Savojski, so se Srbi vojskovali  na avstrijski strani. Osmansko cesarstvo je s podpisom požarevskega miru  21. julija 1718 izgubilo vso ozemlje v Podonavju, se pravi Banat in del Srema, severne dele sedanje osrednje Srbije, severno Bosno, dele Dalmacije, Malo Vlaško in Peloponez. S podpisom požarevskega miru 21. julija 1718 je Habsburška monarhija (med drugim) dobila tudi Beograd in severne dele sedanje osrednje Srbije.

## Uprava
V letih 1717-1720 je bila v kraljevini začasna vojna uprava na čelu z grofom  Johannom  O'Dwyerjem. Po letu 1720  je kraljevina dobila civilno upravo, ki se je uradno imenovala Administracija  Srbije ali Beograjska administracija, ki je bila v cesarjevi domeni. Na čelu uprave je bil feldmaršal Karel Aleksander Württemberški, ki se je uradno imenoval predsednik administracije, neuradno pa guverner. Imel je dva pomočnika, vojaka in civilista, ki sta bila pristojna za upravo in sodstvo. V letih 1733-1738 je bil guverner grof  Karl Christoph von Schmettau, v letih 1738-1739 pa grof Georg Olivier von Wallis. Uprava in sodna oblast sta spadali pod vojno upravo, finančna pa pod komoro. Vojna oblast je bila podrejena Dvornemu vojnemu svetu, komorna pa Dvornemu komornemu svetu. Administracija je bila precej odvisna od odobritev omenjenih dvornih svetov. Nekatere odločitve so administraciji pošiljali samo v vednost.
Ozemlje sedanje vzhodne Srbije, ki je leta 1718 tudi prišlo pod avstrijsko upravo, ni bilo vključeno v Kraljevino Srbijo, ampak v Temišvarsko banovino.
Država je bila razdeljena na 15 okrožij (provizoratov) pod upravo 11 provizorjev. Okrožja so bila razdeljena na knežine in te na vasi. Provizor je imel prvega  pomočnika išpana (župana), ki je bil hkrati njegov namestnik, in dva ali  tri ibrajterje. Knežine so upravljali  oborknezi, vasi pa knezi. Provizorji so imeli administrativno, sodno, policijsko in finančno oblast. Oborknezi in knezi so ostali isti kot pod osmansko oblastjo, medtem ko so novodošli uradniki dobivali plače iz državne blagajne. Tretjina vasi v Srbiji je bila opuščena. Ker je bila v Srbiji edini fevdalec država, so se davki plačevali vojni komori. Glavni davek je bil davek na zemljišče. Poleg komorskih vasi, ki so plačevale davke, so bile tudi hajduške, ki jih niso.
Beograd je bil izjemma, ker je imel srbsko in nemško občino. Srbi so imeli svoj zbor uglednih meščanov in občinski odbor s knezom/birovom, ki je bil hkrati sodnik.

## Oborožene sile
Sedež vojske je bil v Beogradu, kjer so bili nameščeni grenadirji in pehota. V Šabcu, Valjevu, Rudniku in Jagodini so bile razporejene še tri konjeniške divizije. Poleg vojske je obstajala tudi srbska milica, organizirana po vaseh v kapetanate, skupno petnajst. Na čelu milice je bil Vuk Isaković. Hajduške vasi so bile predvem ob meji. Imele so določena pooblastila in morale čuvati mejo, potnike in  kurirje. 

## Konec habsburške uprave
V novi vojni je Osmanskemu cesarstvu po sklenitvi beograjskega miru leta 1739 uspelo pridobiti del izgubljenih ozemelj, med njimi vsa ozemlja južno od Donave in Save in Malo Vlaško. Srbsko prebivalstvo so ponovno doletela vojna pustošenja, pregoni in maščevanja.
Zadnja avstrijsko-turška vojna je bila tako imenovana dubiška vojna (1788—1791), v kateri je Avstrija pozivala kristjane v Bosni k vstaji proti osmanski državi.